# Sitamadji Allarassem
Sitamadji Allarassem, né le 24 décembre 1988 à N'Djamena (Tchad) et mort le 4 décembre 2014, est un footballeur professionnel tchadien évoluant au poste de défenseur. Il joue au club de Tourbillon FC (Tchad). Il est également international tchadien, et a joué les qualifications pour la Coupe du monde de football 2010 et celles pour la Coupe d'Afrique des nations de football 2012. Il compte 9 sélections.